# Archibald Douglas (conte di Angus)
Archibald Douglas, VI conte di Angus (Lanark, 1489 circa – Castello di Tantallon, 22 gennaio 1557), fu Cancelliere di Scozia (1527 - 1528) e secondo marito della regina vedova di Scozia Margherita Tudor, sorella di re Enrico VIII d'Inghilterra.

## Il matrimonio pericoloso
Archibald nacque attorno al 1489 da George Angus (1469-9 settembre 1513) e da Elizabeth Drummond. Suo padre era morto alla Battaglia di Flodden Field combattuta contro gli inglesi e ventriquattro anni si ritrovò a succedere al padre.
Qualche anno prima, nel 1509, si era sposato con Margaret, o Mary Hepburn, ma questa morì prima del 1514, anno in cui sposò Margherita Tudor, madre del piccolo Giacomo V di Scozia e sorella di Enrico VIII d'Inghilterra. Il marito di Margherita, Giacomo IV di Scozia era rimasto anch'egli ucciso nella Battaglia di Flodden Field lasciandola vedova con un figlio di un anno e mezzo. Il matrimonio di Archibald fu visto con disprezzo dai nobili scozzesi che non desideravano che un loro pari assurgesse ad un rango tanto alto e nemmeno i francesi, storicamente vicini alla corte scozzese, apprezzarono quest'unione. Il risultato fu che Margherita perse la reggenza in favore di John Stewart, II duca di Albany.
Mentre la moglie era assediata da Albany a Stirling e perdeva il controllo sui propri figli Archibald si ritirò nelle sue proprietà nell'Angus. Margherita venne sconfitta e fu costretta a fuggire a Morpeth, in Inghilterra, lì i coniugi si ricongiunsero nel 1516 e l'anno dopo tornarono in patria nel tentativo, vano, di riuscire a riappacificarsi con il duca.
Il matrimonio per quanto recente non si preannunciava tranquillo, durante l'assenza di Margherita, Archibald aveva avuto una figlia illegittima da Jane di Traquair e con il ritorno della moglie non si fece scrupolo di vivere con lei e la bambina in una tenuta di proprietà di Margherita.
La regina vedova non era da meno, infastidita dall'approfittarsi del marito delle sue terre e del suo appannaggio vedovile, non meno che dalla presenza della piccola cominciò a riagganciare i rapporti con il duca di Albany affinché potesse divorziare da Archibald.
La posizione di Archibald era critica, senza sapere che la moglie tramava contro di lui stava cercando di liberarsi della presa di James Hamilton, I conte di Arran, ma nel 1521 con il concretizzarsi del sodalizio fra Margherita ed il duca perse ogni potere. Archibald venne accusato di alto tradimento nel dicembre dello stesso anno e nel marzo del 1522 fu spedito in Francia come prigioniero dove rimase fino al 1524 anno in cui riuscì a fuggire.

## La rivincita
Archibald pose le basi del proprio ritorno sulla stretta alleanza che strinse con Enrico VIII d'Inghilterra (che voleva controllare la Scozia tramite il nipote appena dodicenne) e forte di questo tentò di aprirsi la strada verso Edimburgo con la forza, Margherita però non rimase con le mani in mano e gli spedì contro l'esercito costringendolo a ritirarsi al Castello di Tantallon. Tuttavia il potere di Enrico era forte ed un successivo tentativo lo condusse con successo fino alla capitale scozzese, in poco tempo entrò nel parlamento scozzese, nel Consiglio di Reggenza e divenne Signore Guardiano delle Marche riuscendo a portare l'ordine sui tumultuosi confini con l'Inghilterra. Margherita provò ancora a resistere, ma senza successo e Archibald ed i suoi uomini, inclusi un buon numero di Douglas, si posero in posti chiave della vita pubblica e lui stesso divenne Cancelliere di Scozia nel 1527-1528.

## La caduta
Il quattordicenne Giacomo V di Scozia era ben lungi dall'essere felice sotto il controllo del patrigno, ma Archibald se lo teneva avvinto strettamente per impedire la riuscita di un tentativo di fuga. John Stewart, III conte di Lennox (circa 1490-4 settembre 1526) provò a liberare il re, ma venne sconfitto nella battaglia di Linlithgow Bridge.
L'11 marzo del 1528 Margherita riuscì a rendere effettivo il proprio divorzio da Archibald e ben presto lei ed il suo amante Henry Stewart, I Signore di Metheven, si trovarono assediati presso Stirling. In tutto questo il giovane Giacomo riuscì a fuggire e a riparare presso la madre, una volta libero si affrettò a dichiarare decaduti tutti i privilegi detenuti da Archibald e dai Douglas ed emanò un'ordinanza che imponeva loro di stare ad almeno sette miglia dalla sua persona, l'unica che scampò quest'ordine fu Margaret Douglas, la figlia di Margherita ed Archibald nata nell'ottobre del 1515.

## L'esilio
Ad Archibald non rimase che rifugiarsi di nuovo al Castello di Tantallon, posto appena sopra il confine con l'Inghilterra che riuscì a difendere nonostante i numerosti tentativi fatti per condurlo alla resa, alla fine Archibald dovette cedere e consegnare il castello, intervenne lo stesso Enrico VIII d'Inghilterra che gli offrì un rifugio e una pensione a patto che fra le due nazioni regnasse la pace. Archibald andò così in Inghilterra dove incontrò suo fratello George Douglas di Pittendreich (morto nel 1552), che lo coinvolse nei numerosi intrighi in cui si destreggiava. Nel frattempo un'altra sorella, Janet, Signora di Glamis (morta nel 1537) fu chiamata a rendere conto a Giacomo V di Scozia delle proprie comunicazioni con i fratelli, quando essa non si presentò a corte le vennero confiscati il titolo ed i beni. Qualche anno dopo, il 17 luglio 1537, fu dichiarata colpevole di aver attentato alla vita del re e condannata al rogo.
Archibald rimase in esilio fino al 1542, partecipando alle scaramucce di confine fra inglesi e scozzesi contro i suoi connazionali.

## Il ritorno in Scozia ed il ritiro
Il 14 dicembre 1542 Giacomo morì appena trentenne lasciando come erede una bambina di appena sei giorni Maria Stuarda. Archibald venne spedito in patria da Enrico perché voleva che negoziasse un matrimonio fra il proprio figlio Edoardo VI d'Inghilterra e la neonata. Ora che Giacomo era morto Archibald tornò in possesso delle proprie terre e dei propri titoli e fu nominato membro del consiglio privato. Nel 1543 convolò anche a nuove nozze con Margaret Maxwell, figlia di Robert Maxwell, Signore di Maxwell. Non tutti i nemici di Archibald però erano periti o caduti in disgrazia, nel Consiglio di Reggenza c'era ancora James Hamilton, I conte di Arran e quando la debole tregua fra loro si ruppe Archibald venne messo in catene e portato al Castello di Blackness.
Nello stesso anno Edward Seymour, I duca di Somerset fece una spedizione punitiva in Scozia e le terre di Archibald non vennero risparmiate dalla razzia, questo bastò per fargli abbandonare l'alleato inglese. Quando il duca giunse a Granton Archibald venne liberato e lui ed Arran si trovarono alleati, Archibald venne spedito in Francia perché offrisse la mano di Maria al piccolo Francesco II di Francia e quando tornò combatté contro gli inglesi vincendo la Battaglia di Ancrum Moor del 27 febbraio 1545.
Il regno di Scozia venne poi retto dalla madre di Maria, Maria di Guisa ed il suo carattere mal si attagliava con quello di Archibald che, allettato da una buona pensione accettò di ritirarsi dalla vita pubblica.
Archibald morì il 22 gennaio 1557.